# Křenovice (Vyškovi járás)
Křenovice település Csehországban, Vyškovi járásban. Křenovice Vážany nad Litavou, Slavkov u Brna, Hrušky, Blažovice, Holubice és Zbýšov településekkel határos. Lakosainak száma 2057 fő (2024. január 1.).

## Népesség
A település lakosságának változását az alábbi diagram mutatja:
| Lakosok száma | 919  | 1131 | 1595 | 1885 | 1742 | 1749 | 1925 | 1936 | 1956 | 2057 |
|               | 1869 | 1890 | 1921 | 1950 | 1980 | 2001 | 2017 | 2019 | 2022 | 2024 |